# Pure Cotton
| Recensione | Giudizio |
| ---------- | -------- |
| AllMusic   | [ 1 ]    |

Pure Cotton è il secondo album discografico di James Cotton (a nome The James Cotton Blues Band), pubblicato dall'etichetta discografica Verve Forecast Records nel maggio del 1968.

## Tracce
Lato A
1. Soul Survivor – 2:25 (Alberto Gianquinto)
2. I Remember – 4:24 (James Burke Oden)
3. Worried Life Blues – 3:06 (Major Big Maceo Merriweather)
4. Fallin' Rain – 4:22 (Luther Tucker)
5. Heart Attack – 5:04 (Willie Dixon)
6. Lovin' Cup – 3:56 (Paul Butterfield)

Lato B
1. She's Murder – 2:32 (James Burke Oden)
2. Somethin' You Got – 3:25 (Chris Kenner)
3. Who's Afraid of Little Red Riding Hood? – 4:18 (Alberto Gianquinto)
4. The Creeper – 6:10 (James Cotton)
5. Down at Your Buryin' – 4:35 (James Cotton)

## Musicisti
- James Cotton - voce (eccetto brani: Fallin' Rain e Somethin' You Got)
- James Cotton - armonica (eccetto brano: Down at Your Buryin')
- Alberto Gianquinto - pianoforte
- Alberto Gianquinto - organo (brani: Fallin' Rain e Lovin' Cup)
- Alberto Gianquinto - narratore (brano: Who's Afraid of Little Red Riding Hood?)
- Luther Tucker - chitarra
- Luther Tucker - voce (brano: Fallin' Rain)
- Robert Anderson - basso
- Robert Anderson - voce (brano: Somethin' You Got)
- Francis Clay - batteria

Note aggiuntive
- John Court - produttore (Groscourt Production), tamburello
- Registrato il 20 febbraio 1968 a New York City, New York
- Michael Bloomfield - consigli ed entusiasmo
- Val Valentin - direttore ingegneria del suono
- Todd Cazaux - fotografia copertina album
- Daniel Kramer - fotografie interne copertina album
- David Krieger - grafica[4][5]